# 梁谠
梁谠（?—?），字伯言，十六国时前秦大臣。略阳（治今甘肃天水东北）人。氐族。
前秦苻生时为著作郎。苻坚在位时官至侍中。前秦灭亡前燕后，车骑大将军王猛都督六州。371年，王猛向苻坚进言，请求推辞，自己只去镇守一州。苻坚勉励王猛，让他安抚陕东。于是派侍中梁谠到邺城去传达诏令，王猛也就像从前一样地处理政事。梁谠后任中书令。苻坚平从弟苻洛之叛后，380年，任命中书令梁谠为安远将军、幽州刺史，镇守蓟城（今北京市）。梁谠博学有隽才，与弟弟凉州刺史梁熙都以文藻清丽，见重一时。时人称“关东堂堂，二申两房，未若二梁，环文绮章”。